# Tjay De Barr
Andre Tjay De Barr (Gibilterra, 12 marzo 2000) è un calciatore gibilterriano, attaccante del Lincoln Red Imps e della nazionale gibilterriana.

## Biografia
Anche suo cugino Ethan Jolley è un calciatore.

## Carriera

### Club

#### Lincoln Red Imps ed Europa Point
Nato a Gibilterra, De Barr cresce nelle giovanili del Lincoln Red Imps. Nel 2015 viene inserito in prima squadra e il 3 novembre 2016 fa il suo esordio tra i professionisti contro il Manchester 62 vincendo per 6-1.
Il 27 gennaio 2017 si trasferisce in prestito all'Europa Point per aiutare la squadra neopromossa a raggiungere la salvezza. Fa il suo esordio il 13 febbraio successivo in Rock Cup contro il College 1975. Conclude la stagione con l'Europa Point con 11 presenze e 0 gol.
Al ritorno al Lincoln Red Imps, complice l'avvicendamento di Julio César Ribas nella panchina dei diavoli, trova maggiore spazio venendo impiegato più spesso. Il 24 settembre 2017 è protagonista della vittoria del Pepe Reyes Cup contro il Europa FC, nella quale trasforma il rigore vincente. Segna il suo primo gol con il Lincoln Red Imps, il 20 febbraio 2018 in Rock Cup contro il Glacis United.

#### Europa FC
Il 29 maggio 2018 si trasferisce ai rivali dell'Europa FC. Fa il suo esordio con l'Europa FC proprio contro il Lincoln Red Imps in Pepe Reyes Cup vincendo ai rigori dopo un suo autogol.

#### Real Oviedo e ritorno al Lincoln
Nel 2019 passa a titolo definitivo al club spagnolo del Real Oviedo, che lo aggrega alla formazione B. Debutta il 25 agosto, nella sconfitta di misura maturata contro il Penya Deportivo.
Dopo appena quattro presenze con il club iberico, ritorna in Gibilterra al Lincoln Red Imps, dopo due anni dall'ultima volta.
Nella prima stagione con i reds, si rivela uno degli uomini fondamentali per la vittoria del venticinquesimo titolo nazionale per il club, secondo personale, contribuendo con 3 gol in 20 gare.
La stagione seguente, il 13 luglio 2021, sigla la prima doppietta in una competizione europea in occasione della vittoria per 5-0 contro il Fola Esch, valida per il primo turno di Champions League.

#### Wycombe e prestito all'Eastleigh
Dopo appena una stagione si trasferisce nuovamente, stavolta al Wycombe con la quale firma, il 4 agosto 2021, un contratto annuale. Il 25 agosto 2021 all'esordio con il club in Carabao Cup contro lo Stevenage: segna una rete al 94' minuto, permettendo al proprio club di pareggiare e di andare ai calci di rigore, dove realizza anche il proprio rigore che permette ai chairboys di passare il turno.
A causa del poco spazio trovato tra le file del club, l'11 febbraio 2022, si trasferisce in prestito mensile all'Eastleigh; debuttando il giorno seguente in occasione del pareggio per 0-0 contro lo Yeovil Town.
Dopo quattro giornate è però costretto a finire anzitempo la stagione, facendo ritorno al Wycombe, a causa di un infortunio.
Ritorna in campo nell'agosto 2022, subentrando nel corso del secondo tempo della gara di League One persa per 3-0 contro il Bolton. Il 29 dicembre 2022, nel finale di gara contro il Plymouth, in cui era subentrato nel secondo tempo al posto di Ali Al-Hamadi, è crollato a terra e, dopo aver ricevuto cure mediche in campo, è stato portato in ospedale dove è stato successivamente dimesso.

### Nazionale
Esordisce con la Gibilterra il 25 marzo 2018 nell'amichevole vinta 1-0 contro la Lettonia entrando nei minuti finali della gara; mentre segna il suo primo gol il 16 novembre 2018 in UEFA Nations League contro l'Armenia, diventando il più giovane marcatore della competizione, a 18 anni.
Si ripete in altre due occasioni: il 10 ottobre 2020, in cui segna il gol che consegna vittoria alla propria nazionale contro il Liechtenstein ed il 2 settembre 2021, dove segna l'unica rete della nazionale gibilterrina nella sconfitta per 3-1 contro la Lettonia grazie al quale raggiunge Lee Casciaro come miglior marcatore della nazionale.

## Statistiche

### Cronologia presenze e reti in nazionale
| Cronologia completa delle presenze e delle reti in nazionale ― Gibilterra | Cronologia completa delle presenze e delle reti in nazionale ― Gibilterra | Cronologia completa delle presenze e delle reti in nazionale ― Gibilterra | Cronologia completa delle presenze e delle reti in nazionale ― Gibilterra | Cronologia completa delle presenze e delle reti in nazionale ― Gibilterra | Cronologia completa delle presenze e delle reti in nazionale ― Gibilterra | Cronologia completa delle presenze e delle reti in nazionale ― Gibilterra | Cronologia completa delle presenze e delle reti in nazionale ― Gibilterra |
| Data                                                                      | Città                                                                     | In casa                                                                   | Risultato                                                                 | Ospiti                                                                    | Competizione                                                              | Reti                                                                      | Note                                                                      |
| ------------------------------------------------------------------------- | ------------------------------------------------------------------------- | ------------------------------------------------------------------------- | ------------------------------------------------------------------------- | ------------------------------------------------------------------------- | ------------------------------------------------------------------------- | ------------------------------------------------------------------------- | ------------------------------------------------------------------------- |
| 25-3-2018                                                                 | Gibilterra                                                                | Gibilterra                                                                | 1 – 0                                                                     | Lettonia                                                                  | Amichevole                                                                | -                                                                         | 86’                                                                       |
| 6-9-2018                                                                  | Gibilterra                                                                | Gibilterra                                                                | 0 – 2                                                                     | Macedonia                                                                 | UEFA Nations League 2018-2019 - 1º turno                                  | -                                                                         | 40’ 80’                                                                   |
| 9-9-2018                                                                  | Vaduz                                                                     | Liechtenstein                                                             | 2 – 0                                                                     | Gibilterra                                                                | UEFA Nations League 2018-2019 - 1º turno                                  | -                                                                         | 54’ 71’                                                                   |
| 16-10-2018                                                                | Gibilterra                                                                | Gibilterra                                                                | 2 – 1                                                                     | Liechtenstein                                                             | UEFA Nations League 2018-2019 - 1º turno                                  | -                                                                         | 89’                                                                       |
| 16-11-2018                                                                | Gibilterra                                                                | Gibilterra                                                                | 2 – 6                                                                     | Armenia                                                                   | UEFA Nations League 2018-2019 - 1º turno                                  | 1                                                                         | 66’                                                                       |
| 19-11-2018                                                                | Skopje                                                                    | Macedonia                                                                 | 4 – 0                                                                     | Gibilterra                                                                | UEFA Nations League 2018-2019 - 1º turno                                  | -                                                                         | 81’                                                                       |
| 23-3-2019                                                                 | Gibilterra                                                                | Gibilterra                                                                | 0 – 1                                                                     | Irlanda                                                                   | Qual. Euro 2020                                                           | -                                                                         | 90+2’                                                                     |
| 26-3-2019                                                                 | Gibilterra                                                                | Gibilterra                                                                | 0 – 1                                                                     | Estonia                                                                   | Amichevole                                                                | -                                                                         | 78’ 90’                                                                   |
| 7-6-2019                                                                  | Tbilisi                                                                   | Georgia                                                                   | 3 – 0                                                                     | Gibilterra                                                                | Qual. Euro 2020                                                           | -                                                                         |                                                                           |
| 10-6-2019                                                                 | Dublino                                                                   | Irlanda                                                                   | 2 – 0                                                                     | Gibilterra                                                                | Qual. Euro 2020                                                           | -                                                                         |                                                                           |
| 5-9-2019                                                                  | Gibilterra                                                                | Gibilterra                                                                | 0 – 6                                                                     | Danimarca                                                                 | Qual. Euro 2020                                                           | -                                                                         |                                                                           |
| 8-9-2019                                                                  | Sion                                                                      | Svizzera                                                                  | 4 – 0                                                                     | Gibilterra                                                                | Qual. Euro 2020                                                           | -                                                                         |                                                                           |
| 10-10-2019                                                                | Pristina                                                                  | Kosovo                                                                    | 1 – 0                                                                     | Gibilterra                                                                | Amichevole                                                                | -                                                                         | 58’                                                                       |
| 15-10-2019                                                                | Gibilterra                                                                | Gibilterra                                                                | 2 – 3                                                                     | Georgia                                                                   | Qual. Euro 2020                                                           | -                                                                         |                                                                           |
| 15-11-2019                                                                | Copenaghen                                                                | Danimarca                                                                 | 6 – 0                                                                     | Gibilterra                                                                | Qual. Euro 2020                                                           | -                                                                         | 72’                                                                       |
| 18-11-2019                                                                | Gibilterra                                                                | Gibilterra                                                                | 1 – 6                                                                     | Svizzera                                                                  | Qual. Euro 2020                                                           | -                                                                         | 61’                                                                       |
| 7-10-2020                                                                 | Ta' Qali                                                                  | Malta                                                                     | 2 – 0                                                                     | Gibilterra                                                                | Amichevole                                                                | -                                                                         | 50’                                                                       |
| 10-10-2020                                                                | Vaduz                                                                     | Liechtenstein                                                             | 0 – 1                                                                     | Gibilterra                                                                | UEFA Nations League 2020-2021 - 1º turno                                  | 1                                                                         | 23’ 72’                                                                   |
| 14-11-2020                                                                | Serravalle                                                                | San Marino                                                                | 0 – 0                                                                     | Gibilterra                                                                | UEFA Nations League 2020-2021 - 1º turno                                  | -                                                                         |                                                                           |
| 17-11-2020                                                                | Gibilterra                                                                | Gibilterra                                                                | 1 – 1                                                                     | Liechtenstein                                                             | UEFA Nations League 2020-2021 - 1º turno                                  | -                                                                         | 46’                                                                       |
| 24-3-2021                                                                 | Gibilterra                                                                | Gibilterra                                                                | 0 – 3                                                                     | Norvegia                                                                  | Qual. Mondiali 2022                                                       | -                                                                         |                                                                           |
| 31-3-2021                                                                 | Gibilterra                                                                | Gibilterra                                                                | 0 – 7                                                                     | Paesi Bassi                                                               | Qual. Mondiali 2022                                                       | -                                                                         | 90+3’                                                                     |
| 4-6-2021                                                                  | Capodistria                                                               | Slovenia                                                                  | 6 – 0                                                                     | Gibilterra                                                                | Amichevole                                                                | -                                                                         | 69’                                                                       |
| 7-6-2021                                                                  | Andorra la Vella                                                          | Andorra                                                                   | 0 – 0                                                                     | Gibilterra                                                                | Amichevole                                                                | -                                                                         | 90+1’                                                                     |
| 1-9-2021                                                                  | Riga                                                                      | Lettonia                                                                  | 3 – 1                                                                     | Gibilterra                                                                | Qual. Mondiali 2022                                                       | 1                                                                         |                                                                           |
| 4-9-2021                                                                  | Gibilterra                                                                | Gibilterra                                                                | 0 – 3                                                                     | Turchia                                                                   | Qual. Mondiali 2022                                                       | -                                                                         | 36’ 73’                                                                   |
| 13-11-2021                                                                | Istanbul                                                                  | Turchia                                                                   | 6 – 0                                                                     | Gibilterra                                                                | Qual. Mondiali 2022                                                       | -                                                                         | 59’                                                                       |
| 16-11-2021                                                                | Gibilterra                                                                | Gibilterra                                                                | 1 – 3                                                                     | Lettonia                                                                  | Qual. Mondiali 2022                                                       | -                                                                         | 45’                                                                       |
| 16-11-2022                                                                | Gibilterra                                                                | Gibilterra                                                                | 2 – 0                                                                     | Liechtenstein                                                             | Amichevole                                                                | -                                                                         | 71’                                                                       |
| 19-11-2022                                                                | Gibilterra                                                                | Gibilterra                                                                | 1 – 0                                                                     | Andorra                                                                   | Amichevole                                                                | -                                                                         | 87’                                                                       |
| 16-6-2023                                                                 | Faro                                                                      | Gibilterra                                                                | 0 – 3                                                                     | Francia                                                                   | Qual. Euro 2024                                                           | -                                                                         | 59’                                                                       |
| 19-6-2023                                                                 | Dublino                                                                   | Irlanda                                                                   | 3 – 0                                                                     | Gibilterra                                                                | Qual. Euro 2024                                                           | -                                                                         | 46’                                                                       |
| 6-9-2023                                                                  | Ta' Qali                                                                  | Malta                                                                     | 1 – 0                                                                     | Gibilterra                                                                | Amichevole                                                                | -                                                                         | 36’                                                                       |
| 10-9-2023                                                                 | Atene                                                                     | Grecia                                                                    | 5 – 0                                                                     | Gibilterra                                                                | Qual. Euro 2024                                                           | -                                                                         |                                                                           |
| 11-10-2023                                                                | Wrexham                                                                   | Galles                                                                    | 4 – 0                                                                     | Gibilterra                                                                | Amichevole                                                                | -                                                                         | 24’ 71’                                                                   |
| 16-10-2023                                                                | Faro                                                                      | Gibilterra                                                                | 0 – 4                                                                     | Irlanda                                                                   | Qual. Euro 2024                                                           | -                                                                         | 69’                                                                       |
| 18-11-2023                                                                | Nizza                                                                     | Francia                                                                   | 14 – 0                                                                    | Gibilterra                                                                | Qual. Euro 2024                                                           | -                                                                         | 81’                                                                       |
| 21-11-2023                                                                | Faro                                                                      | Gibilterra                                                                | 0 – 6                                                                     | Paesi Bassi                                                               | Qual. Euro 2024                                                           | -                                                                         | 82’                                                                       |
| 21-3-2024                                                                 | Faro                                                                      | Gibilterra                                                                | 0 – 1                                                                     | Lituania                                                                  | UEFA Nations League 2022-2023 - Playout                                   | -                                                                         |                                                                           |
| 26-3-2024                                                                 | Kaunas                                                                    | Lituania                                                                  | 1 – 0                                                                     | Gibilterra                                                                | UEFA Nations League 2022-2023 - Playout                                   | -                                                                         |                                                                           |
| 3-6-2024                                                                  | Faro                                                                      | Gibilterra                                                                | 0 – 2                                                                     | Scozia                                                                    | Amichevole                                                                | -                                                                         | 86’                                                                       |
| 6-6-2024                                                                  | Faro                                                                      | Gibilterra                                                                | 0 – 0                                                                     | Galles                                                                    | Amichevole                                                                | -                                                                         |                                                                           |
| 4-9-2024                                                                  | Gibilterra                                                                | Gibilterra                                                                | 1 – 0                                                                     | Andorra                                                                   | Amichevole                                                                | -                                                                         |                                                                           |
| 8-9-2024                                                                  | Gibilterra                                                                | Gibilterra                                                                | 2 – 2                                                                     | Liechtenstein                                                             | UEFA Nations League 2024-2025 - 1º turno                                  | -                                                                         | 57’                                                                       |
| 10-10-2024                                                                | Gibilterra                                                                | Gibilterra                                                                | 1 – 0                                                                     | San Marino                                                                | UEFA Nations League 2024-2025 - 1º turno                                  | -                                                                         | 17’ 88’                                                                   |
| 13-10-2024                                                                | Vaduz                                                                     | Liechtenstein                                                             | 0 – 0                                                                     | Gibilterra                                                                | UEFA Nations League 2024-2025 - 1º turno                                  | -                                                                         | 90’                                                                       |
| 15-11-2024                                                                | Serravalle                                                                | San Marino                                                                | 1 – 1                                                                     | Gibilterra                                                                | UEFA Nations League 2024-2025 - 1º turno                                  | -                                                                         | 87’                                                                       |
| 19-11-2024                                                                | Gibilterra                                                                | Gibilterra                                                                | 1 – 1                                                                     | Moldavia                                                                  | Amichevole                                                                | -                                                                         | 90+5’                                                                     |
| 22-3-2025                                                                 | Nikšić                                                                    | Montenegro                                                                | 3 – 1                                                                     | Gibilterra                                                                | Qual. Mondiali 2026                                                       | -                                                                         | 56’                                                                       |
| 25-3-2025                                                                 | Faro                                                                      | Gibilterra                                                                | 0 – 4                                                                     | Rep. Ceca                                                                 | Qual. Mondiali 2026                                                       | -                                                                         | 62’                                                                       |
| 6-6-2025                                                                  | Faro                                                                      | Gibilterra                                                                | 0 – 7                                                                     | Croazia                                                                   | Qual. Mondiali 2026                                                       | -                                                                         | 46’                                                                       |
| 9-6-2025                                                                  | Tórshavn                                                                  | Fær Øer                                                                   | 2 – 1                                                                     | Gibilterra                                                                | Qual. Mondiali 2026                                                       | -                                                                         | 90’                                                                       |
| Totale                                                                    |                                                                           | Presenze (7º posto)                                                       | 52                                                                        |                                                                           | Reti (3º posto)                                                           | 3                                                                         |                                                                           |

## Palmarès

### Club

#### Competizioni nazionali
- Campionato gibilterriano: 3

Lincoln Red Imps: 2017-2018, 2020-2021, 2024-2025
- Coppa di Gibilterra: 2

Lincoln Red Imps: 2020-2021, 2023-2024
- Supercoppa di Gibilterra: 2

Lincoln Red Imps: 2017
Europa FC: 2018